# 沼津ぐるめ街道
沼津ぐるめ街道（ぬまづぐるめかいどう）は静岡県沼津市の通りの名前。道路名は沼津I.C.南交差点を挟んで北側が静岡県道83号沼津インター線、南側が国道246号である。

詳しい経路や概要については静岡県道83号沼津インター線#交差する道路を参照。本記事では名前の由来などを記述する。

## 名前の由来
東名高速道路沼津インターチェンジから国道1号までの道路沿いには中伊豆・西伊豆への玄関口として干物屋、みやげ物屋、レストラン、食事処、温泉施設、ドライブインなどの観光客向けの施設が立ち並ぶことからこう呼ばれる。

## 歴史
東名高速道路が沼津市北部の丘陵地帯を貫通するため、工事用道路として、また開通後のインターチェンジへのアクセス道路として新たに作られた路線である。したがって、東名高速開通直後は単に「取り付け道路」を呼ばれていた。その後、沼津インターチェンジが伊豆方面への基点として観光目的の通行が増加したことと、沿道地権者数が少なく結果的にまとまった用地が取得しやすかったこともあいまって、次々とレストランやみやげ物店が開業した。首都圏などに夕方余裕をもって帰りつくスケジュールでは、ここを通過するのは昼食の時間帯にあたることも多く、飲食店の立地が急増。この結果、かつての取り付け道路がやがて「ぐるめ街道」と呼ばれるようになった。

## その他
- 道路を横断する地下道に入ると、沼津市立門池小学校の校歌、沼津市立門池中学校の校歌、門池音頭（門池小学校で毎年運動会に踊られる曲）のいずれかが流れる。
- どこの店にも入りやすいように道路の真ん中に中央分離帯がない。
- 道路沿いには飲食店や名産品の売店などが入った「沼津ぐるめ街道の駅 竜宮海鮮市場」（建物2階部分は「沼津・湯河原温泉 万葉の湯」）がある。